# Montaña de Mont
Montaña de Mont är ett berg i Spanien.   Det ligger i provinsen Província de Lleida och regionen Katalonien, i den nordöstra delen av landet, 500 km nordost om huvudstaden Madrid. Toppen på Montaña de Mont är 2 464 meter över havet, eller 58 meter över den omgivande terrängen. Bredden vid basen är 0,48 km.
Terrängen runt Montaña de Mont är bergig västerut, men österut är den kuperad. Runt Montaña de Mont är det mycket glesbefolkat, med 6 invånare per kvadratkilometer. Närmaste större samhälle är Vielha, 6,7 km sydväst om Montaña de Mont. I omgivningarna runt Montaña de Mont växer i huvudsak blandskog.